# Земля Тасмана
Земля́ Та́смана (англ. Tasman Peninsula) — выступ материка Австралии в северной части штата Западная Австралия.
Земля Тасмана включает в себя сильно расчленённое побережье между заливами Кинг и Кембридж, плоскогорье Кимберли, вулканическое плато Антрим и низменность реки Фицрой.
Название территории было дано в честь голландского исследователя Абеля Тасмана.